# Stenactyla strangulata
Stenactyla strangulata es una especie de coleóptero de la familia Scirtidae.

## Distribución geográfica
Habita en los territorios que antes se llamaban Congo francés.